# Global Spirits
Global Spirits — международный алкогольный холдинг, основанный в 2008 году. Объединяет профильные активы в алкогольной отрасли. Штаб-квартира холдинга расположена в Нью-Йорке.
Генеральный директор холдинга Global Spirits — Черняк Евгений Александрович.

## Активы
Кроме производственных мощностей, холдинг владеет собственной дистрибьюторской сетью.

Global Spirits является собственником ряда предприятий по производству водки, настоек, коньяков и бренди, вин, вермутов и слабоалкогольных напитков:
- ЛВЗ «Хортиця»[1] — предприятие по производству ликеро-водочных изделий. Назван в честь острова Хортица. Производит различные напитки, включая водку под маркой «Хортиця», ликёро-водочные изделия и слабоалкогольные напитки.
- Одесский коньячный завод[1] — старейшее коньячное предприятие отрасли. Его история начинается в 1863 году, а своей известностью оно обязано легендарной династии предпринимателей Шустовых. Одесский коньячный завод является предприятием полного цикла производства коньяков по классической французской технологии.
- Завод «Крымский винный дом»[2] — расположен в городе Феодосия. Основан в Крыму в конце XIX века. «Крымский винный дом» — предприятие с полным производственным циклом, объединившее собственные виноградники

### Российские активы
По информации изданий РБК и Коммерсантъ с холдингом в 2011—2022 годах были тесно аффилированы российские ликёро-водочные заводы «Русский Север» и «Родник».
В 2022 году данные активы были выведены из-под бренда Global Spirits. Эксперты алкогольного рынка в мае 2022 года полагали, что предприятия остались под контролем Евгения Черняка. С весны 2022 года собственником завода «Русский Север» является Александр Беспалов, а в ходе судебного разбирательства по поводу дизайна продукции между производителями Beluga Group и «Русский Север» не было обнаружено доказательств вхождения «Русского Севера» в группу Global Spirits.
В декабре 2023 года газета «Ведомости» сообщила о подготовке к передаче в управление Росимуществу российских активов Global Spirits из-за возбуждённого ранее дела о финансировании ВСУ Евгением Черняком.
В мае 2024 года районный суд Курска по представлению Генпрокуратуры РФ арестовал бывшие российские активы холдинга Global Spirits — Феодосийский завод коньяков и вин, «Крымский винный дом», ликеро-водочные заводы «Русский север» в Вологде и «Родник и К» в подмосковных Мытищах, а также на дистрибьюторов «Традиции успеха», «Стандарт качества» и «Новый уровень».
4 июня 2024 года Ленинский райсуд Курска удовлетворил иск Генпрокуратуры РФ и обратил в доход государства 100-процентные пакеты семи предприятий Global Spirits.